# ایلیل

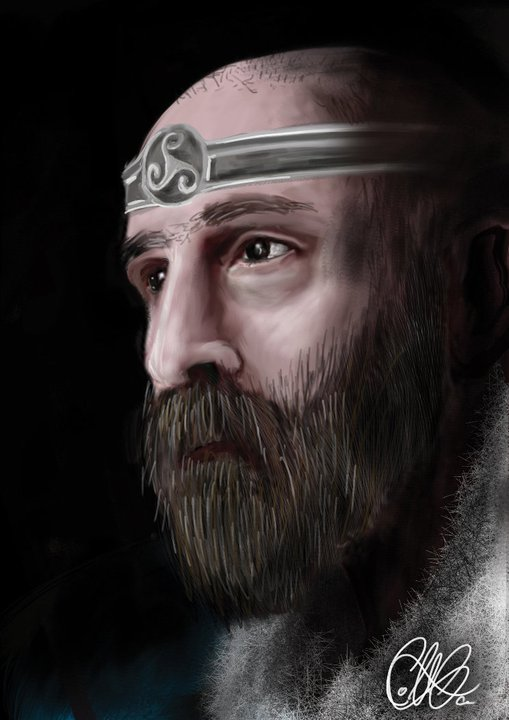
تصور مدرن از ایلیل اثر کورماک مک کان

ایلیل یک پادشاه افسانه‌ای در اساطیر ایرلندی است. او به همراه همسرش ملکه مدب بر منطقه کوناکت ایرلند فرمانروایی می‌کند. دشمنی و جنگ آن‌ها با کونچوبار, پادشاه منطقه اولستر ایرلند, موضوع اصلی داستان حماسی چرخه اولستر در اساطیر ایرلندی است. درباره آغاز جنگ کوناکت با اولستر روایت شده که شبی که مدب و ایلیل در بستر بود و درباره‌ توانایی‌ها و افتخاراتشان به یکدیگر فخر می‌فروختند. مدب به شوهرش که صاحب گاو تنومند و جادویی به نام فین بناخ بود, حسادت می‌کرد. بنابراین او تلاش کرد که گاو جادویی به نام کولنا که در منطقه اولستر را برباید و این موضوع سرآغاز جنگی میان دو ایالت شد. مدب معشوق‌های فراوانی داشت که از جمله آن‌ها می‌توان به فرگوس مک روک, پهلوان اولستری که به دربار کوناکت پناه آورده بود, اشاره کرد. به دستور ایلیل, فرگوس کشته می‌شد اما اندکی بعد خود او نیز توسط همسرش, مدب به قتل می‌رسد. 